# Exmes
Exmes foi uma comuna francesa na região administrativa da Normandia, no departamento Orne. Estendia-se por uma área de 10,47 km². Em 2010 a comuna tinha 308 habitantes (densidade: 29,4 hab./km²).
Em 1 de janeiro de 2017, passou a formar parte da nova comuna de Gouffern en Auge.